# Paul A. Rothchild
Paul A. Rothchild (New York, 18 aprile 1935 – Hollywood, 30 marzo 1995) è stato un produttore discografico statunitense attivo negli anni 1960 e 1970.

## Biografia
Nato a Brooklyn, New York, Rothchild cresce a Teaneck, New Jersey, e frequenta la Teaneck High School nel 1953.
Rothchild inizia a lavorare per l'Elektra Records nel 1963; diventerà noto per aver prodotto i primi 5 album dei The Doors, ma ha rinunciato a produrre il loro ultimo LP "LA Woman" in corso d'opera, in quanto disapprovava la direzione musicale intrapresa dalla band.
Oltre ai The Doors ha prodotto artisti come Janis Joplin, John Sebastian, Joni Mitchell, Neil Young, Tom Paxton, Fred Neil, Tom Rush, The Paul Butterfield Blues Band, The Lovin' Spoonful, Tim Buckley, Love, Clear Light, Rhinoceros.
Rothchild produrrà nella sua carriera anche la colonna sonora per il film di Oliver Stone The Doors.
Muore all'età di 59 anni, a causa di un cancro al polmone.

## Nella cultura di massa
- Nel film del 1991 di Oliver Stone The Doors è interpretato dall'attore Michael Wincott.